# ژیتان
ژیتان (به فرانسوی: Gitanes)  [ʒi.tan] یک برند سیگار ساخت فرانسه است؛ که در حال حاضر توسط امپریال توباکو تولید می‌شود. این برند در سال ۱۹۱۰ پایه‌گذاری گردید.